# Sphaerodactylus parvus
Sphaerodactylus parvus är en ödleart som beskrevs av  King 1962. Sphaerodactylus parvus ingår i släktet Sphaerodactylus och familjen geckoödlor. Inga underarter finns listade i Catalogue of Life.